# 10 Tokyo Warriors
10 Tokyo Warriors (яп. 倒凶十将伝) — шестисерійний пригодницький OVA-серіал виробництва студії Zexcs режисера Хікару Таканасі. Серіал ліцензований англійською мовою Media Blasters, показаний у США компанією Encore Action у 2007.

## Сюжет
Давним-давно в епоху феодальної Японії, злий лорд на ім'я Король Демон, використовував свою банду демонів, щоб посіяти хаос у країні. Лише об'єднані хоробрістью десять воїнів встигли його зупинити, він був запечатаний. Але Лорд Сіндіган, один з тих, що вижив, планує звільнити Короля Демонів з ув'язнення. Реінкарнації легендарних воїнів повинні об'єднатися, щоб зупинити його та врятувати світ.